# Teatre-Museu Dalí

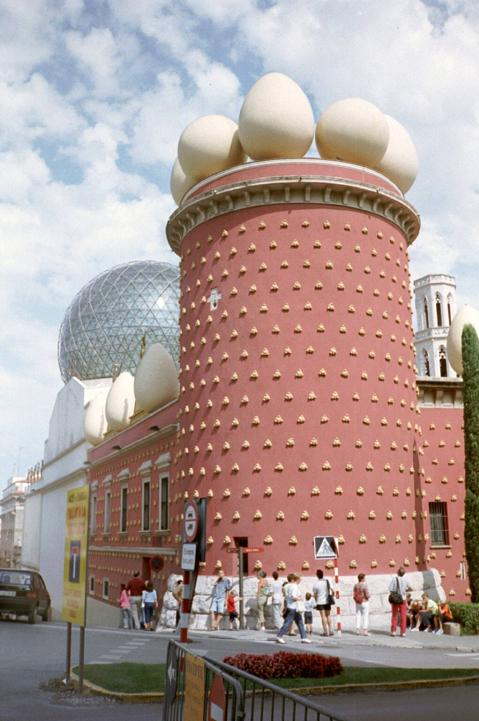
Eingang zum Museum im Torre Gorgot

Das Teatre-Museu Dalí (englisch Teatro-Museo Dalí; deutsch Theatermuseum Dalí) ist ein Museum für den Künstler Salvador Dalí in seiner katalanischen Heimatstadt Figueres.

## Geschichte
Das heutige Museumsgebäude beherbergte in Dalís Kindheit das Theater der Stadt und war der Ort, an dem Dalís Bilder zum ersten Mal ausgestellt wurden. Das ältere Gebäude wurde während des Spanischen Bürgerkriegs zerstört und blieb jahrzehntelang eine Ruine, bis Dalí und der Bürgermeister von Figueres im Jahr 1960 zusammen beschlossen, es als Museum wieder aufzubauen.
Das Museum öffnete im Jahr 1974 und wurde in den 1980er Jahren zunehmend erweitert. Dalí ließ sich in der Krypta unter der Glaskuppel des Museums begraben.

## Sammlung
Zu den wichtigsten der im Museum gezeigten Arbeiten aus der frühen (1917–1928), surrealistischen (1929–1940) und klassischen Periode (1941–1983) gehören: Selbstbildnis mit L'Humanité (1923), Port Alguer (1924), Das Gespenst des Sex-Appeal (1932), Bildnis Galas mit zwei Lammkoteletts im Gleichgewicht auf der Schulter (1933), Weiches Selbstporträt mit gebratenem Speck (1941), die Skulptur Poesie Amerikas – Die kosmischen Athleten (1943), Galarina (1944/45), Brotkorb (1945), Leda Atomica (1949) und Sphärische Galatea (1952).

## Abbildungen (Auswahl)

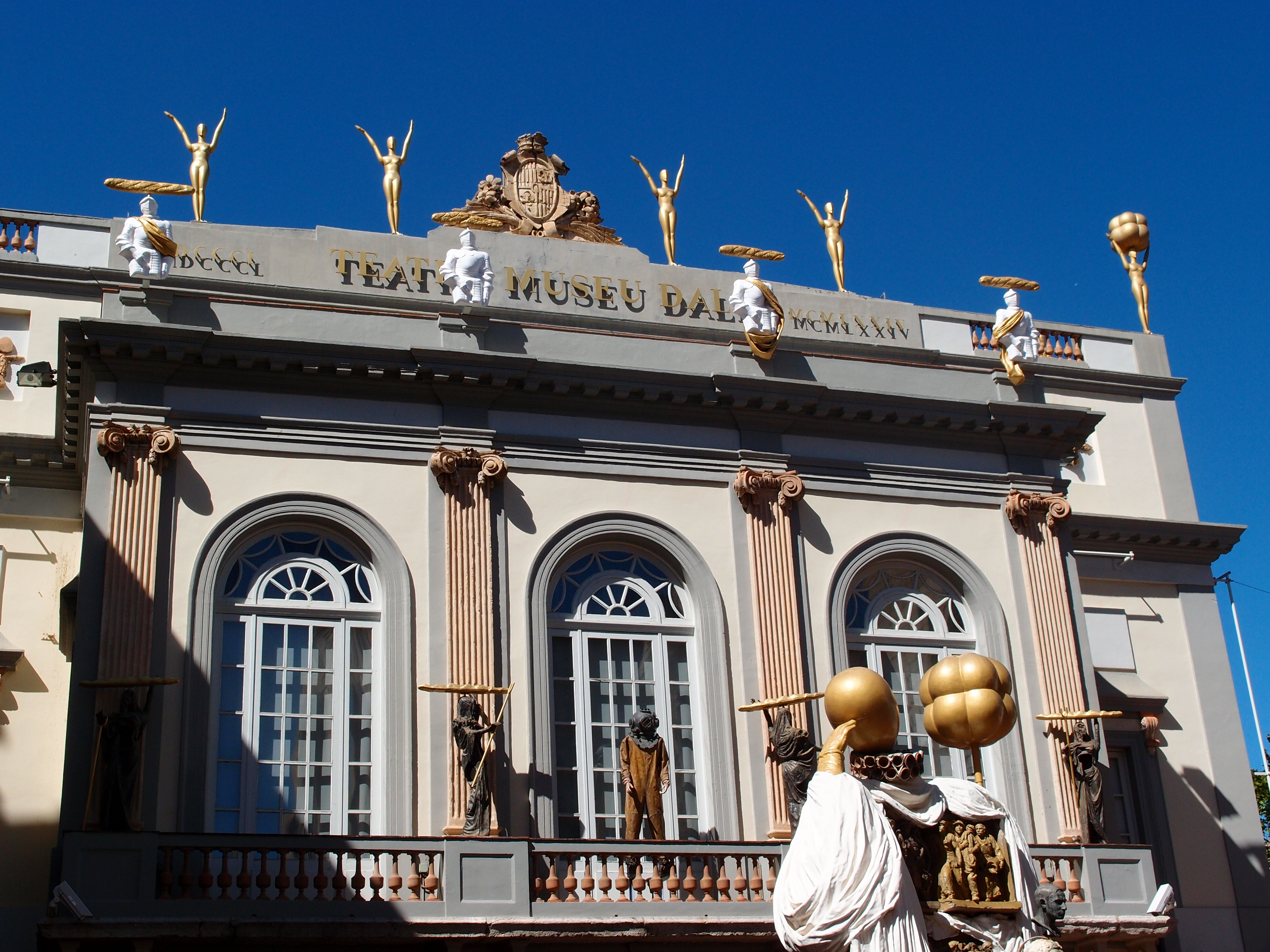
Detail des Museums mit Beschriftung
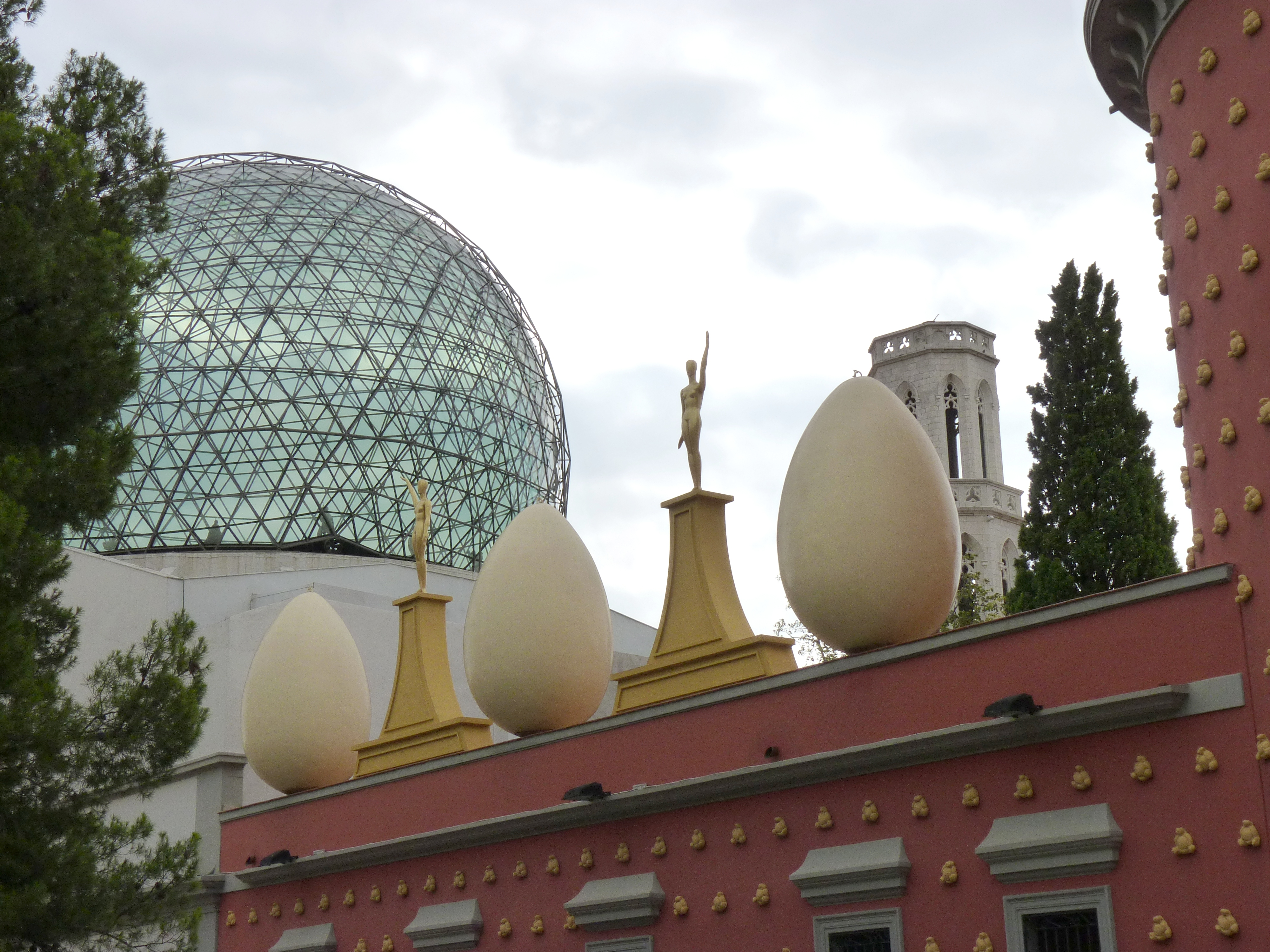
Die Glaskuppel des Museums
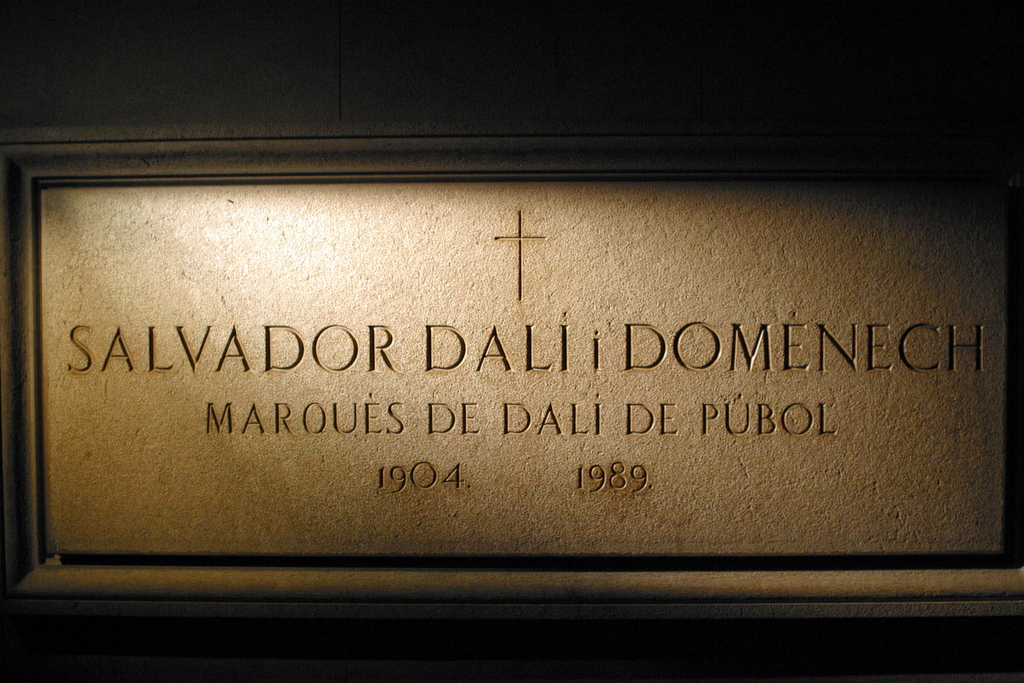
Grabstein in der Krypta